# Waterford (miasto w stanie Wisconsin)
Waterford – miasto w Stanach Zjednoczonych, w stanie Wisconsin, w hrabstwie Racine.